# Красински, Джон
Джон Бёрк Красински (англ. John Burke Krasinski, /krəˈzɪnski/; род. 20 октября 1979 года) — американский актёр, кинорежиссёр и сценарист. Наиболее известен по роли Джима Халперта в псевдодокументальном ситкоме «Офис» (2005—2013).
Красински является обладателем наград и номинаций многочисленных премий в области кинематографа. У него есть две статуэтки Премии Гильдии киноактёров США (2007, 2008), две статуэтки Critics’ Choice Awards (2019, 2022) и две статуэтки премии «Сатурн» (2019). Он также четыре раза был номинирован на прайм-таймовую премию «Эмми» (2013, 2016, 2017, 2018). В 2018 году Красински вошёл в список 100 самых влиятельных людей по версии авторитетного издания TIME.

## Биография
Джон Бёрк Красински родился 20 октября 1979 года в Медицинском центре Святой Елизаветы в районе Брайтон в Бостоне, штат Массачусетс, США, в семье медсестры Мари Крэр (в девичестве Дойл, род. 1949) и врача-терапевта Рональда Красински (род. 1946); Джон был самым младшим ребёнком из трёх сыновей в семье. Мать ирландского происхождения, а отец польского. Красински рос в католической семье.
В 6 классе Красински впервые выступил на сцене, исполнив роль Оливера Уорбакса в мюзикле «Энни». В 1997 году оканчивал школу Ньютона вместе с Би Джей Новаком. До поступления в колледж на протяжении полугода преподавал английский язык в Коста-Рике; там же он спас от утопления женщину, попавшую в водоворот на пляже Национального парка Манэуля Антонио. После Красински поступил в Брауновский университет, где изучал английский язык и написание пьес; в качестве дипломной работы он написал пьесу «Содержимое под давлением» (англ. Contents Under Pressure). Он окончил Брауновский университет в 2001 году.
Во время обучения в университете Джон был частью комедийной группы «Вне границ» (англ. Out of Bounds). Красински также посещал Театральный центр Юджина О’Нила.

## Карьера

### 2000—2009: Первые роли, «Офис» и дебют в качестве кинорежиссёра
В 2000 году Красински стажировался в качестве сценариста для ток-шоу «Поздняя ночь с Конаном О’Брайеном». После окончания Брауновского университета он переехал в Нью-Йорк, чтобы начать актёрскую карьеру. Первое время работал официантом, снимаясь в рекламных роликах и в массовке для телевизионных программ. В 2002 году он исполнил одну из ролей в пьесе «Что увидел евнух», написанную своими друзьями из колледжа, Эмили О’Дэлл и Исааком Робертом Харвитцем.

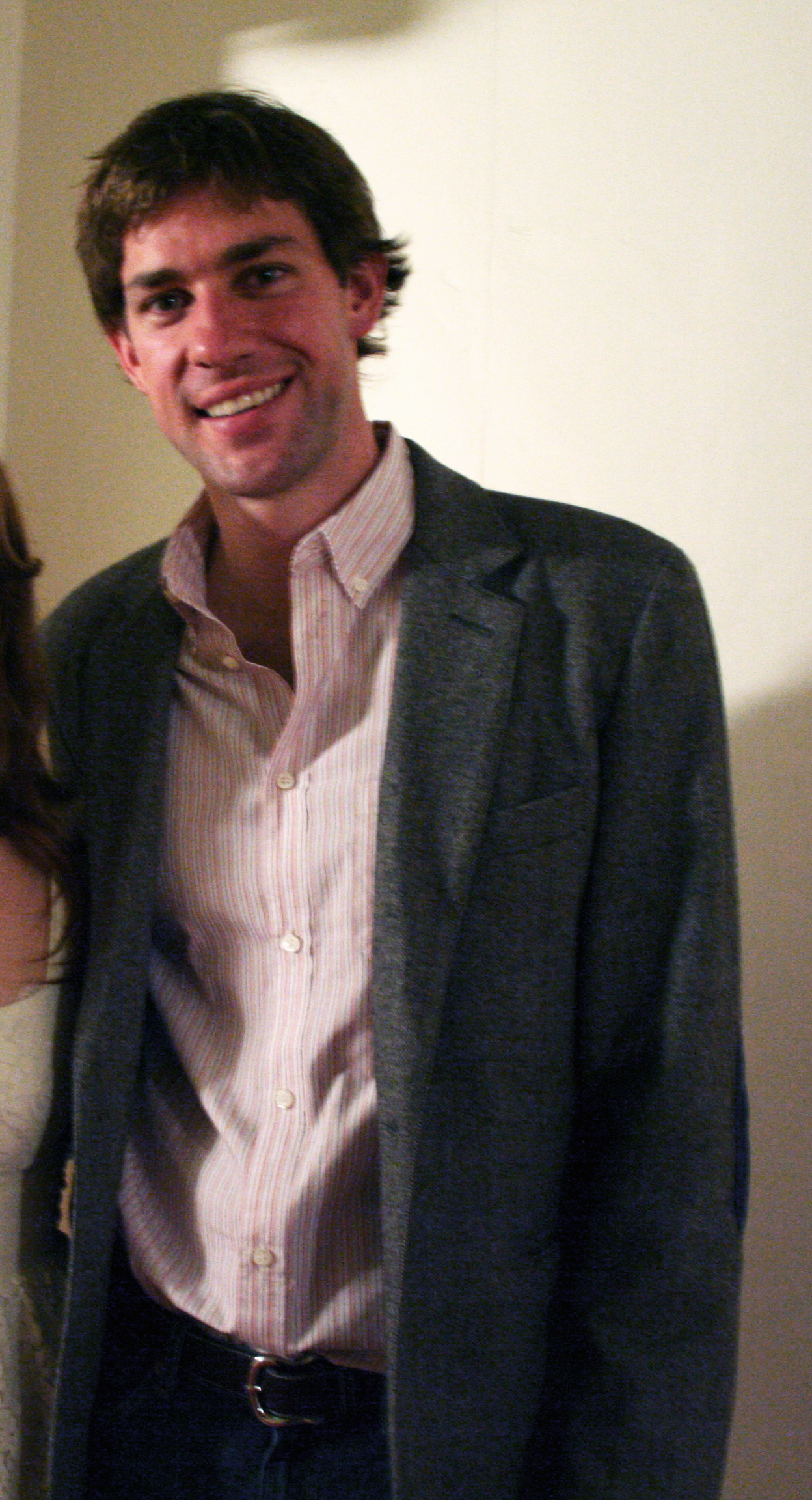
Красински в 2006 году

В 2004 году Красински успешно проходит кастинг на роль Джима Халперта в псевдодокументальном ситкоме «Офис». Действие сериала разворачивалось в Скрантоне, штат Пенсильвания, в филиале компании по поставке бумаги «Дандер Миффлин» (англ. Dunder Mifflin), где Халперт работает специалистом по продажам и влюблён в коллегу, секретаршу Пэм Бисли (исполнена Дженной Фишер). Для того, чтобы подготовиться к проекту, Джон беседовал с сотрудниками бумажных компаний в Скрантоне; он же поехал в этот город с друзьями и снял несколько видеофрагментов, которые впоследствии использовали в заставке сериала. За первые два сезона «Офиса» Красински получал заработную плату в размере 20 тысяч долларов за эпизод, но уже с третьего сезона зарплата увеличилась до 100 тысяч долларов за одну серию.
В 2006 году Красински исполнил одну из главных ролей в независимой комедии Джейсона Карви «Новая волна». 21 января 2007 года на фестивале независимого кино «Сандэнс» состоялась премьера комедии «Хохотушка», где Джон также исполнил одну из главных ролей; картина получила положительные отзывы. Летом того же года на большие экраны выходит романтическая комедия «Лицензия на брак», где главные роли, помимо Красински, исполнили Мэнди Мур и Робин Уильямс. Несмотря на разгромные отзывы критиков, картина хорошо окупилась в прокате как в США, так и по всему миру. В апреле 2008 года состоялась мировая премьера спортивной комедии «Любовь вне правил», где главные роли также исполнили Рене Зеллвегер и Джордж Клуни (он же стал режиссёром); критики хвалили игру Красински и отмечали, что он не потерялся на фоне знаменитых актёров, а смог достойно переключить внимание на своего персонажа.

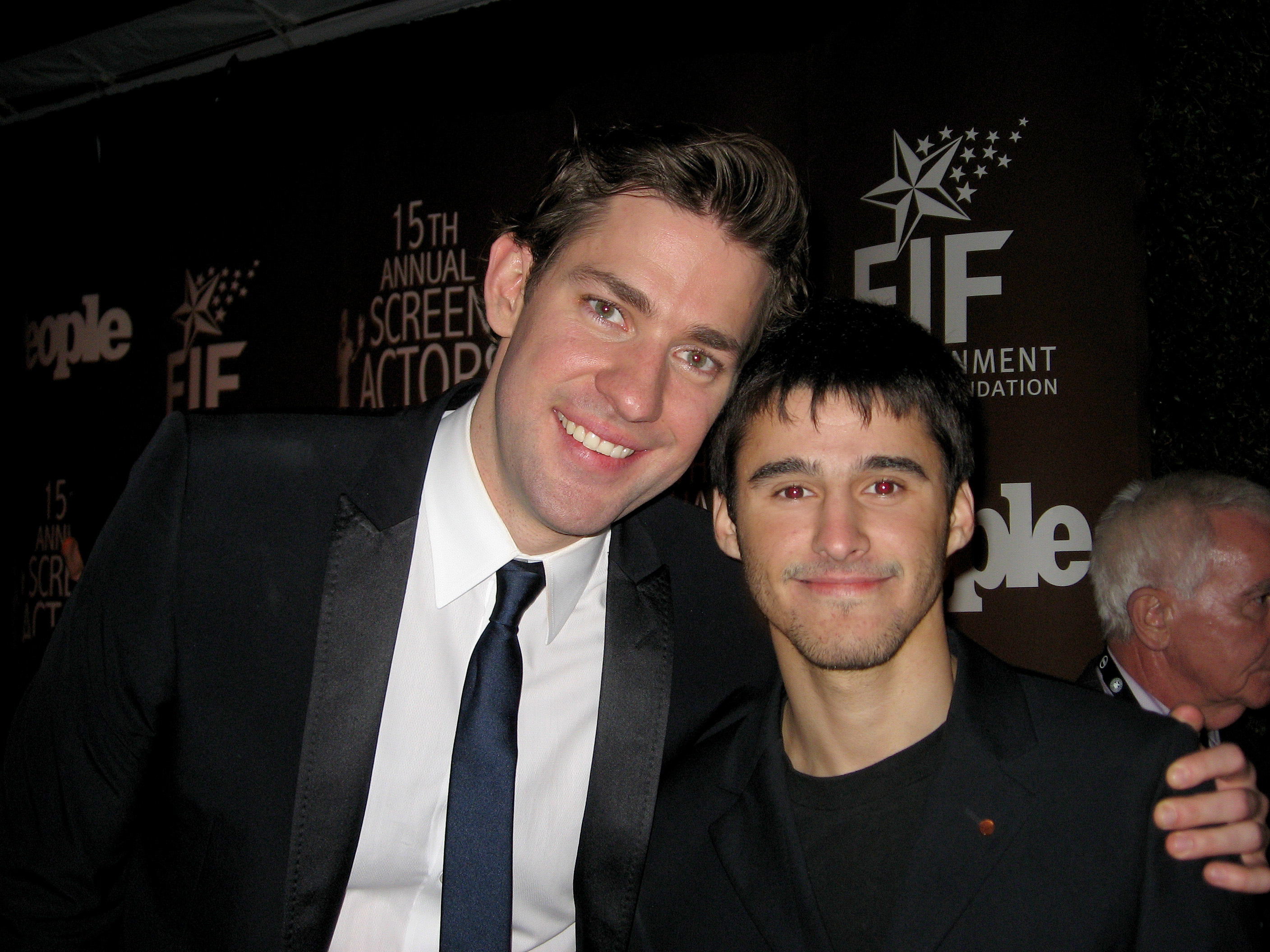
Красински и Джош Вуд на Премии Гильдии киноактёров США, 2009 год

В 2009 году Красински выпускает фильм «Короткие интервью с подонками», в котором выступил сценаристом, продюсером, режиссёром, а также исполнил одну из ролей второго плана. Сценарий был основан на сборнике коротких рассказов Дэвида Фостера Уоллеса. На фестивале «Сандэнс» картина была выдвинута в категории «Драматическое кино», и в целом получила положительные отзывы критиков, которые отмечали, что Красински обладал смелостью, решив экранизировать рассказы Уоллеса. 25 июня того же года в мировой прокат выходит драматическая комедия «В пути», где Красински исполняет главную роль вместе с Майей Рудольф. Фильм рассказывает о молодой паре, путешествующей по США в поисках идеального места для того, чтобы построить свою семью. Картина получила положительные отзывы критиков. 25 декабря того же года в прокат выходит комедия «Простые сложности», где Джон вновь исполняет одну из главных ролей.

### 2011—2017: Работа на телевидении и в театре
6 мая 2011 года в американский прокат выходит мелодрама «Жених напрокат», снятая по одноимённому роману Эмили Гиффин. Картина получила преимущественно негативные отзывы критиков, но хвалили игру Красински, который, однако, всё равно не спас фильм от провала. В том же году Джон был одним из основных кандидатов на роль Капитана Америки в фильме «Первый мститель», но, по словам Красински, сам же отказался от роли после того, как увидел Криса Хемсворта в костюме Тора: «Я сказал: ‘Всё в порядке. Это глупо. Всё нормально, я не Капитан Америка’».

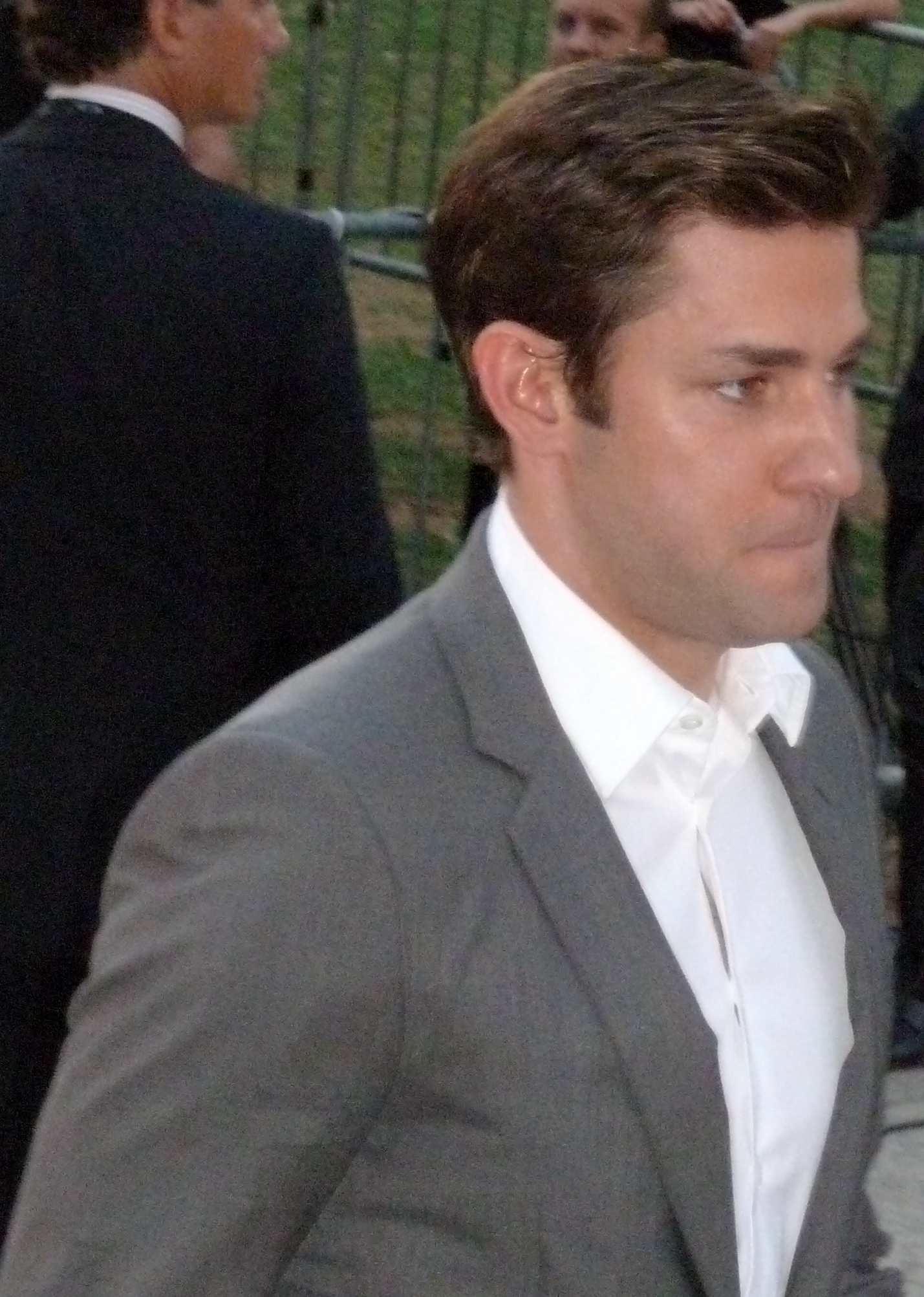
Красински на премьере фильма «Петля времени» в рамках Кинофестиваля в Торонто, сентябрь 2012 года

3 февраля 2012 года в мировой прокат выходит драма «Все любят китов», сюжет которой основан на знаменитой операции «Прорыв», благодаря которой в 1988 году из пакового льда было освобождено три серых кита; главную женскую роль исполнила Дрю Бэрримор. Красински сыграл роль Адама Карлсона, журналиста. В том же году состоялась премьера независимой драмы «Никто не уходит», где критики восхищённо писали о блистательной игре Красински. Картина выиграла специальный приз жюри на фестивале «Сандэнс». В том же году Красински выступил одним из сценаристов драмы «Страна обетованная» вместе с Мэттом Деймоном; премьера состоялась на 63-м Берлинском международном кинофестивале. Джон также стал ведущим документального сериала о спорте «Главные игры» на Discovery Channel.
В 2013 году Красински основал производственную компанию Sunday Night Production вместе с Аллисон Сигер. У них был подписанный контракт с Twentieth Century Fox Television. Вместе со Стивеном Мерчантом Красински написал сценарий комедийного сериала «Корпорация снов». В 2014 году Джон вновь сотрудничал с Мэттом Деймоном для драмы «Манчестер у моря»; идея сюжета картины полностью принадлежала Красински. Также он начал съёмки в комедии-драме «Алоха», выход которой перенесли на первую половину 2015 года; фильм получил разгромные отзывы критиков и зрителей, а также провалился в прокате. 2 апреля 2015 года состоялась премьера шоу «Битва фонограмм», идея которого возникла у Мерчанта и Красински ещё в 2013 году.
12 января 2016 года состоялась премьера драмы «13 часов: Тайные солдаты Бенгази», основанная на событиях нападения на представительство США в Бенгази 11 сентября 2012 года. 24 января на кинофестивале «Сандэнс» прошёл премьерный показ комедии «Холлеры», где Красински сыграл главную роль и выступил сценаристом картины. В марте в Нью-Йорке стартовал показ пьесы «Сухой порошок», за которую Джон удостоился премии Theatre World Award. Он также снялся в короткометражном чёрно-белом фильме для модного дома Prada «Вперёд в прошлое». В октябре Красински стал режиссёром живого чтения сценария драмы «Умница Уилл Хантинг». В 2017 году с участием Красински вышла историческая криминальная драма «Детройт», приуроченная к 50-летию инцидента в мотеле «Алжир» во время бунта в Детройте в 1967 году.

### 2018 — настоящее время: Серия фильмов «Тихое место», шоу «Немного хороших новостей» и Кинематографическая вселеннаяMarvel
6 апреля 2018 года в мировой прокат вышел фильм ужасов «Тихое место», где Красински выступил режиссёром, сценаристом, а также сыграл главную роль вместе с Эмили Блант. Фильм получил восторженные отзывы критиков и собрал свыше 340 миллионов долларов в прокате, после чего было принято решение о создании серии фильмов. 31 августа на сервисе Amazon Video состоялась премьера сериала «Джек Райан», ещё до премьеры проект продлили на второй сезон ввиду успеха «Тихого места». В октябре 2019 года студия Paramount Pictures взялась за съёмки фантастической комедии «Воображаемые друзья», Красински выступил режиссёром, продюсером и сценаристом; изначально фильм планировался к выходу 17 ноября 2023 года, но затем дату релиза перенесли на 24 мая 2024 года.
В марте 2020 года Красински запустил собственное шоу на YouTube «Немного хороших новостей» в качестве ответа на ситуацию с пандемией новой коронавирусной инфекции. 17 апреля Джон стал ведущим выпускного вечера в онлайн-формате из-за отмены всех массовых мероприятий. В онлайн-формате он также организовал общую конференцию каста «Офиса» для пары молодожёнов, где актёры не только обсудили эпизод со свадьбой Джима и Пэм, но даже повторили свадебный танец. 20 января 2021 года Красински беседовал с 46-м Президентом США Джо Байденом и Вице-президентом Камалой Харрис во время его инаугурации. 31 мая состоялся выход первого выпуска «Субботним вечером в прямом эфире» в 2021 году, ведущим которого стал Красински. 28 мая состоялся выход в прокат второй части франшизы «Тихое место» — «Тихое место 2», премьера постоянно переносилась из-за продолжающейся пандемии; фильм заработал свыше 100 миллионов долларов в США и стал первым в эпоху пандемии, достигшим подобного результата. Его компания, Sunday Night Productions, подписала контракт с Paramount Pictures. В том же году он сыграл эпизодическую роль в комедийном боевике «Главный герой».
В мае 2022 года Красински совершил свой дебют в Кинематографической вселенной Marvel в роли Рида Ричардса/Мистера Фантастика в фильме «Доктор Стрэндж: В мультивселенной безумия»; Джон неоднократно проявлял интерес к вселенной и хотел получить там даже эпизодическую роль. В июне того же года озвучил Супермена в мультфильме «DC Лига Суперпитомцы».

## Личная жизнь

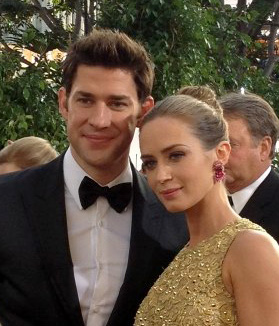
Красински с супругой, Эмили Блант на премии «Золотой глобус», 2013 год

В ноябре 2008 года Красински начал встречаться с британской актрисой Эмили Блант. 28 августа 2009 года представители актёров сообщили о помолвке. Свадьба состоялась 10 июля 2010 года в Комо, Италия, в доме, ранее принадлежавшем Джорджу Клуни. 

У супругов две дочери: Хейзел Грейс Красински (род. 16.02.2014) и Вайолет Красински (род. 20.06.2016).

## Фильмография
| Год       |     | Русское название                          | Оригинальное название                       | Роль                              |
| --------- | --- | ----------------------------------------- | ------------------------------------------- | --------------------------------- |
| 2000      | ф   | Тринадцать дней                           | Thirteen Days                               | радист                            |
| 2000      | ф   | Жизнь за кадром                           | State and Main                              | помощник судьи                    |
| 2002      | кор |                                           | Fighting Still Life                         | Тайлер                            |
| 2002      | ф   |                                           | Alma Mater                                  | кандидат 1                        |
| 2003      | с   | Эд                                        | Ed                                          | Process server                    |
| 2004      | с   | Закон и порядок: Преступное намерение     | Law & Order: Criminal Intent                | Джейс Глисинг                     |
| 2004      | ф   | Доктор Кинси                              | Kinsey                                      | Бен                               |
| 2004      | ф   | Нью-Йоркское такси                        | Taxi                                        | посланник #3                      |
| 2005      | ф   | Раскаяние                                 | Duane Hopwood                               | Боб Флинн                         |
| 2005      | ф   | Морпехи                                   | Jarhead                                     | капрал Харриган                   |
| 2005—2013 | с   | Офис                                      | The Office                                  | Джим Халперт                      |
| 2005      | с   | C.S.I.: Место преступления                | CSI: Crime Scene Investigation              | Лайл Дэвис                        |
| 2005      | с   | Без следа                                 | Without a Trace                             | Кёртис Хорн                       |
| 2006      | ф   | Новая волна                               | A New Wave                                  | Гидеон                            |
| 2006      | ф   | На ваш суд                                | For Your Consideration                      | офицер                            |
| 2006      | ф   | Отпуск по обмену                          | The Holiday                                 | Бен                               |
| 2006      | ф   | Девушки мечты                             | Dreamgirls                                  | Сэм Уолш                          |
| 2007      | ф   | Хохотушка                                 | Smiley Face                                 | Бревин                            |
| 2007      | ф   | Лицензия на брак                          | License to Wed                              | Бен Мёрфи                         |
| 2008      | ф   | Любовь вне правил                         | Leatherheads                                | Картер Резерфорд                  |
| 2009      | ф   | Короткие интервью с подонками             | Brief Interviews with Hideous Men           | Райан / объект #20                |
| 2009      | ф   | В пути                                    | Away We Go                                  | Берт                              |
| 2009      | ф   | Простые сложности                         | It's Complicated                            | Харли                             |
| 2011      | ф   | Жених напрокат                            | Something Borrowed                          | Итан                              |
| 2011      | ф   | Маппеты                                   | The Muppets                                 | камео                             |
| 2012      | ф   | Никто не уходит                           | Nobody Walks                                | Питер                             |
| 2012      | ф   | Все любят китов                           | Big Miracle                                 | Адам Карлсон                      |
| 2012      | ф   | Земля обетованная                         | Promised Land                               | эколог Дастин                     |
| 2012      | с   | Студия 30                                 | 30 Rock                                     | играет самого себя                |
| 2012      | с   |                                           | Head Games                                  | рассказчик                        |
| 2013      | тф  | Ретроспектива «Офиса»                     | The Office Retrospective                    | играет самого себя / Джим Халперт |
| 2013      | с   | Задержка в развитии                       | Arrested Development                        | Spyder Foode                      |
| 2014      | мф  | Пророк                                    | Kahlil Gibran’s The Prophet                 | Халим                             |
| 2015      | ф   | Алоха                                     | Aloha                                       | Джон "Вуди" Вудсайд               |
| 2015      | с   | Битва фонограмм                           | Lip Sync Battle                             | играет самого себя                |
| 2016      | ф   | Холлеры                                   | The Hollars                                 | Джон Холлер                       |
| 2016      | ф   | 13 часов: Тайные солдаты Бенгази          | 13 Hours: The Secret Soldiers of Benghazi   | Джек Да Сильва                    |
| 2017      | ф   | Детройт                                   | Detroit                                     | адвокат Ауэрбах                   |
| 2018—2023 | с   | Джек Райан                                | Jack Ryan                                   | Джек Райан                        |
| 2018      | ф   | Тихое место                               | A Quiet Place                               | Ли Эббот                          |
| 2018      | мф  | Следующее поколение                       | Next Gen                                    | 7723                              |
| 2022      | ф   | Доктор Стрэндж: В мультивселенной безумия | Doctor Strange in the Multiverse of Madness | Рид Ричардс / Мистер Фантастик    |
| 2024      | ф   | Воображаемые друзья                       | IF                                          |                                   |
|           | ф   | Источник вечной молодости                 | Fountain of Youth                           |                                   |

### Продюсер
- 2012-2013 — Офис / The Office
- 2009 — Короткие интервью с подонками / Brief Interviews with Hideous Men
- 2012 — Земля обетованная / Promised Land
- 2014 — Dream Corp LLC (ТВ)
- 2015 — Битва фонограмм / Lip Sync Battle
- 2016 — Холлеры / The Hollars
- 2020 — Тихое место 2 / A Quiet Place: Part II
- 2024 — Воображаемые друзья / IF

### Режиссёр
- 2005—2013 — Офис / The Office
- 2009 — Короткие интервью с подонками / Brief Interviews with Hideous Men
- 2016 — Холлеры / The Hollars
- 2018 — Тихое место / A Quiet Place
- 2020 — Тихое место 2 / A Quiet Place: Part II
- 2024 — Воображаемые друзья / IF
- 2027 — Тихое место 3 / A Quiet Place: Part III

### Сценарист
- 2009 — Короткие интервью с подонками / Brief Interviews with Hideous Men
- 2012 — Земля обетованная / Promised Land
- 2014 — настоящее время — «Жми на запись» на ТВ / HitRECord on TV
- 2018 — Тихое место / A Quiet Place
- 2020 — Тихое место 2 / A Quiet Place: Part II
- 2024 — Воображаемые друзья / IF